# Bastuträsket
Bastuträsket is een meer in Zweden. Het ligt in de gemeente Piteå en wordt door een landtong van het Kallträsket gescheiden waar Storsund op ligt. Het water stroomt van het Bastuträsk een omweg via Gammelträsket naar het Kallträssket en verder door de Kallträskån, Borgforsrivier en Pite älv naar de Botnische Golf.
meer Bastuträsket → meer Gammelträsket → meer Kallträsket → Kallträskån → Borgforsrivier → Pite älv → Botnische Golf